# Biota del Maine

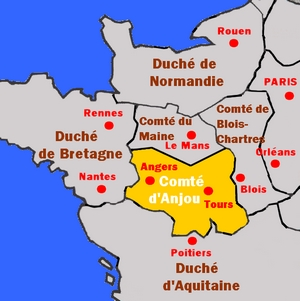
La Francia del Nord-ovest, nel 1050

Biota, in francese Biota du Maine (1025  circa – 1064 circa), fu contessa consorte del Vexin e di Amiens, per il matrimonio con Gualtiero III del Vexin e l'ottava contessa del Maine della famiglia degli Ugonidi o seconda casa del Maine.

## Origine
Figlia femmina primogenita del conte del Maine, Eriberto I (lo storico, Orderico Vitale, erroneamente la qualifica come figlia di Ugo IV, ma in realtà è figlia di Eriberto I) e della moglie, di cui non si conosce né il nome né la casata.
Eriberto I era il figlio secondogenito del conte del Maine, Ugo III (come risulta dal documento n° IV del Cartulaire des abbayes de Saint-Pierre de la Couture et de Saint-Pierre de Solesmes, in cui, assieme al padre, Ugo III fa una donazione al capitolo dell'abbazia stessa) e della moglie, di cui non si conosce né il nome né la casata.

## Biografia
Biota sposò Gualtiero († ca. 1064), conte del Vexin e di Amiens.
Quando suo nipote, il conte del Maine, Eriberto II morì nel 1062, senza eredi, prima che il duca di Normandia, Guglielmo il Bastardo, secondo gli accordi presi con Eriberto II (secondo lo storico, Orderico Vitale, Guglielmo il Bastardo stipulò un contratto di fidanzamento tra suo figlio (di pochi anni), Roberto (ca. 1051-1134), e Margherita, la sorella di Eriberto II, con la clausola che, alla morte di Eriberto II, senza eredi, il futuro genero, Roberto avrebbe ereditato la contea), prendesse possesso della contea, a nome di Margherita del Maine e il suo fidanzato, il figlio di Guglielmo, Roberto (ca. 1051-1134), i nobili della contea del Maine, elessero conti del Maine, Biota del Maine e suo marito, Gualtiero I († ca. 1064), conte del Vexin e di Amiens, che chiesero la protezione del nuovo conte d'Angiò, Goffredo III il Barbuto.
Guglielmo procedette all'occupazione del Maine, che, nonostante Goffredo il Barbuto, portò a termine nel corso del 1063, riuscendo a catturare il conte, Gualtiero, e la contessa, Biota, che furono incarcerati a Falaise in Normandia.
Dato che, sempre, nel 1063 era morta anche Margherita, Roberto, il figlio di Guglielmo duca di Normandia, prese possesso della contea del Maine.
I conti del Maine, Gualtiero e Biota, morirono a Falaise, pochi mesi dopo la cattura, nel 1064, secondo Orderico Vitale, causa avvelenamento (veneno fraudolenter infecti obierunt).

## Discendenza
Di Gualtiero e Biota non si conosce alcuna discendenza.

## Ascendenza
|                      |   |   | Genitori |  |  | Nonni |  |  | Bisnonni         |  |  | Trisnonni       |  |
|                      |   |   |          |  |  |       |  |  | Ugo II del Maine |  |  | Ugo I del Maine |  |
|                      |   |   |          |  |  |       |  |  | Ugo II del Maine |  |  | Ugo I del Maine |  |
|                      |   | … |          |  |  |       |  |  | Ugo II del Maine |  |  |                 |  |
| Ugo III del Maine    |   |   |          |  |  |       |  |  | Ugo II del Maine |  |  |                 |  |
|                      |   | … | …        |  |  |       |  |  |                  |  |  |                 |  |
|                      |   | … | …        |  |  |       |  |  |                  |  |  |                 |  |
|                      |   | … | …        |  |  |       |  |  |                  |  |  |                 |  |
| Eriberto I del Maine |   | … |          |  |  |       |  |  |                  |  |  |                 |  |
|                      |   | … | …        |  |  |       |  |  |                  |  |  |                 |  |
|                      |   | … | …        |  |  |       |  |  |                  |  |  |                 |  |
|                      |   | … | …        |  |  |       |  |  |                  |  |  |                 |  |
| …                    |   | … |          |  |  |       |  |  |                  |  |  |                 |  |
|                      |   | … | …        |  |  |       |  |  |                  |  |  |                 |  |
|                      |   | … | …        |  |  |       |  |  |                  |  |  |                 |  |
|                      |   | … | …        |  |  |       |  |  |                  |  |  |                 |  |
| Biota del Maine      |   | … |          |  |  |       |  |  |                  |  |  |                 |  |
|                      | … | … |          |  |  |       |  |  |                  |  |  |                 |  |
|                      | … | … |          |  |  |       |  |  |                  |  |  |                 |  |
|                      | … | … |          |  |  |       |  |  |                  |  |  |                 |  |
| …                    | … |   |          |  |  |       |  |  |                  |  |  |                 |  |
|                      |   | … | …        |  |  |       |  |  |                  |  |  |                 |  |
|                      |   | … | …        |  |  |       |  |  |                  |  |  |                 |  |
|                      |   | … | …        |  |  |       |  |  |                  |  |  |                 |  |
| …                    |   | … |          |  |  |       |  |  |                  |  |  |                 |  |
|                      |   | … | …        |  |  |       |  |  |                  |  |  |                 |  |
|                      |   | … | …        |  |  |       |  |  |                  |  |  |                 |  |
|                      |   | … | …        |  |  |       |  |  |                  |  |  |                 |  |
| …                    |   | … |          |  |  |       |  |  |                  |  |  |                 |  |
|                      |   | … | …        |  |  |       |  |  |                  |  |  |                 |  |
|                      |   | … | …        |  |  |       |  |  |                  |  |  |                 |  |
|                      |   | … | …        |  |  |       |  |  |                  |  |  |                 |  |
|                      |   | … |          |  |  |       |  |  |                  |  |  |                 |  |

### Fonti primarie
- (LA) Cartulaire des abbayes de Saint-Pierre de la Couture et de Saint-Pierre de Solesmes, su digital.library.yale.edu. URL consultato il 3 febbraio 2021 (archiviato dall'url originale il 5 agosto 2020).
- (LA)  Historia Ecclesiastica.

### Letteratura storiografica
- Louis Halphen, "La Francia dell'XI secolo", cap. XXIV, vol. II (L'espansione islamica e la nascita dell'Europa feudale) della Storia del Mondo Medievale, 1999, pp. 770–806.
- William John Corbett, "L'evoluzione del ducato di Normandia e la conquista normanna dell'Inghilterra", cap. I, vol. VI (Declino dell'impero e del papato e sviluppo degli stati nazionali) della Storia del Mondo Medievale, 1999, pp. 5–55.